# Sport Club Lusitânia

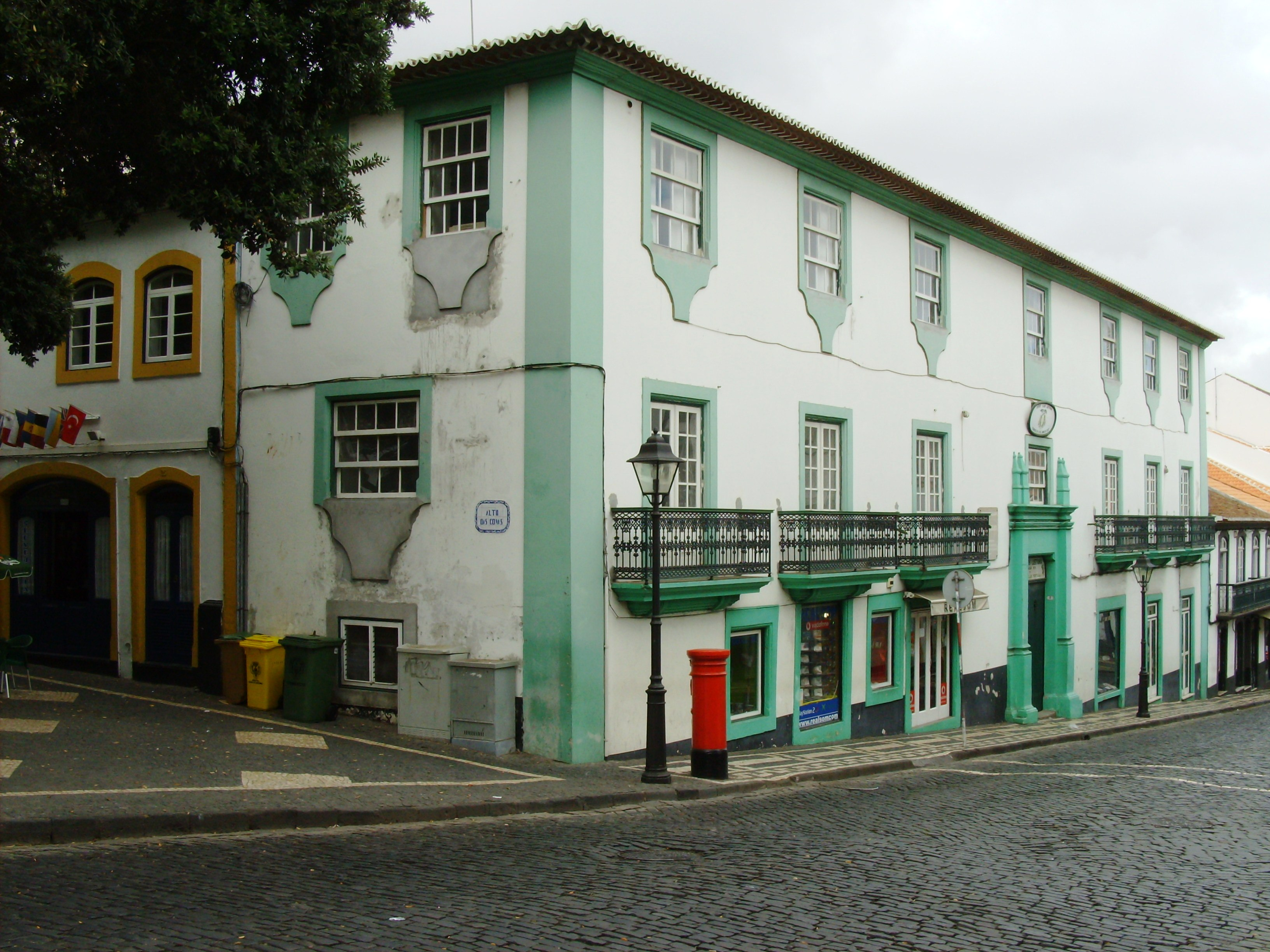
La Casa de D. Violante do Canto en Angra do Heroísmo, sede del club desde julio de 1962.

El Sport Club Lusitânia es un equipo de fútbol de Portugal que juega en el Campeonato de Portugal, la cuarta división de fútbol en el país.

## Historia
Fue fundado el 22 de junio de 1922 en la ciudad de Angra do Heroísmo en las islas Azores por un grupo de aficionados del fútbol de la ciudad con deseos de que la ciudad tuviese un club de fútbol propio. El nombre del club deriva del viaje de Gago Coutinho y Sacadura Cabral cruzando el Océano Atlántico. El club también cuenta con una sección de baloncesto, la cual ganó la copa de Portugal de baloncesto en el año 2007.
Los logros deportivos del club no son muchos, y la mayor parte de ellos ha sido obtenidos en la categoría regional.

## Palmarés
- Tercera División de Portugal: 5

1996-1997, 1998-1999, 2000-2001, 2005-2006, 2011-2012
- Liga Regional de las Azores: 2

2015-16, 2022-23

## Jugadores

### Jugadores destacados
- Eduardo Godinho Felipe
- Jeffrey Carreira
- Júlio Martins
- Sylvain Ovono
- Pedro Pacheco
- Mário Lino
- Raúl Oliveira
- Luis Bilro Pereira
- Paulo Figueiredo
- Tony Frías
- Luis Carlos Sanchez